# فريدريك ديو
فريدريك ديو (بالدنماركية: Frederik Due)‏ هو لاعب كرة قدم دنماركي، ولد في 18 يوليو 1992 في مملكة الدنمارك. لعب مع نادي كويه ‏.

## وصلات خارجية
- فريدريك ديو على موقع قاعدة بيانات كرة القدم.إي يو (الإنجليزية)
- فريدريك ديو على موقع Soccerway.com (الإنجليزية)